# 田中充 (投手)
田中 充（たなか たかし、1975年6月3日 - ）は、栃木県芳賀郡出身の元プロ野球選手（投手）。
息子は東京ヤクルトスワローズ所属の田中陽翔。

## 経歴・人物
中学2年の時に越谷シニアのエースとして全国優勝。浦和学院高3年夏は埼玉県大会決勝で春日部共栄高の土肥義弘と投げ合うも敗れる。大学時代は同期に左腕・倉則彦、2学年先輩に清水隆行（清水は高校の先輩でもある）と川中基嗣、1学年先輩に今岡誠、1学年後輩に福原忍、2学年後輩に前田忠節、3学年後輩に三浦貴がおり、4年生時も高校の後輩にあたる三浦が1年から登板するなど、主戦ではなく1部リーグ通算4勝。
卒業後はNTT関東へ進み、1年目の日本選手権では2回戦でリードした場面で救援し、2回を投げたのみだが優勝を経験。翌年からは統合されたNTT東日本に所属して、2001年の都市対抗野球に朝日生命の補強選手となるが、金剛弘樹が完投するも惜敗して登板はなし。2001年度ドラフト会議にて千葉ロッテマリーンズから4巡目指名を受け、入団。
2004年シーズン途中に前田浩継との交換トレードで、丸山泰嗣と共にヤクルトスワローズへ移籍。途中入団ながら38試合に登板する。
2007年シーズンは4試合しか登板がなく、10月に球団から戦力外通告を受けた。二度の12球団合同トライアウトに参加するも獲得の声は掛からず現役を引退。そして、横浜ベイスターズの打撃投手となった。戦力外通告を受けてからトライアウトに奮闘する姿は2008年1月10日放送のバース・デイにおいて紹介された。
2008年シーズン限りで横浜を退団。
2009年シーズンには中華職棒（CPBL）の兄弟エレファンツの春季キャンプにテスト生として参加したが入団には至らなかった。
現在は大日本住友製薬でMRを務める傍ら、リトルリーグのコーチも務めている。
自身の子息は高崎健康福祉大学高崎高等学校でプレーし、「第96回選抜高等学校野球大会」優勝メンバーとなった田中陽翔である。2024年のドラフトでヤクルトから4位指名された。

## 詳細情報

### 年度別投手成績
| 年 度     | 球 団     | 登 板 | 先 発 | 完 投 | 完 封 | 無 四 球 | 勝 利 | 敗 戦 | セ 丨 ブ | ホ 丨 ル ド | 勝 率 | 打 者 | 投 球 回 | 被 安 打 | 被 本 塁 打 | 与 四 球 | 敬 遠 | 与 死 球 | 奪 三 振 | 暴 投 | ボ 丨 ク | 失 点 | 自 責 点 | 防 御 率 | W H I P |
| --------- | --------- | ----- | ----- | ----- | ----- | -------- | ----- | ----- | -------- | ----------- | ----- | ----- | -------- | -------- | ----------- | -------- | ----- | -------- | -------- | ----- | -------- | ----- | -------- | -------- | ------- |
| 2002      | ロッテ    | 18    | 1     | 0     | 0     | 0        | 0     | 0     | 0        | --          | ----  | 91    | 20.0     | 21       | 2           | 6        | 1     | 4        | 9        | 1     | 1        | 16    | 15       | 6.75     | 1.35    |
| 2004      | ロッテ    | 6     | 0     | 0     | 0     | 0        | 1     | 0     | 0        | --          | 1.000 | 24    | 6.1      | 5        | 0           | 2        | 0     | 0        | 2        | 0     | 0        | 2     | 2        | 2.84     | 1.11    |
| 2004      | ヤクルト  | 38    | 0     | 0     | 0     | 0        | 1     | 0     | 0        | --          | 1.000 | 119   | 27.2     | 34       | 5           | 3        | 1     | 1        | 16       | 0     | 0        | 20    | 17       | 5.53     | 1.34    |
| '04計     | ヤクルト  | 44    | 0     | 0     | 0     | 0        | 2     | 0     | 0        | --          | 1.000 | 143   | 34.0     | 39       | 5           | 5        | 1     | 1        | 18       | 0     | 0        | 22    | 19       | 5.03     | 1.29    |
| 2005      | ヤクルト  | 3     | 0     | 0     | 0     | 0        | 0     | 0     | 0        | 0           | ----  | 15    | 2.2      | 7        | 3           | 0        | 0     | 0        | 0        | 0     | 0        | 4     | 4        | 13.50    | 2.63    |
| 2006      | ヤクルト  | 10    | 0     | 0     | 0     | 0        | 0     | 1     | 0        | 2           | .000  | 26    | 4.0      | 9        | 0           | 4        | 1     | 0        | 2        | 1     | 0        | 8     | 8        | 18.00    | 3.25    |
| 2007      | ヤクルト  | 4     | 0     | 0     | 0     | 0        | 0     | 0     | 0        | 0           | ----  | 13    | 2.0      | 2        | 0           | 3        | 0     | 2        | 3        | 0     | 0        | 1     | 1        | 4.50     | 2.50    |
| 通算：5年 | 通算：5年 | 79    | 1     | 0     | 0     | 0        | 2     | 1     | 0        | 2           | .667  | 288   | 62.2     | 78       | 10          | 18       | 3     | 7        | 32       | 2     | 1        | 51    | 47       | 6.75     | 1.53    |

### 記録
- 初登板：2002年4月1日　対福岡ダイエーホークス1回戦（福岡ドーム）、8回裏1死に4番手で救援登板・完了、2/3回無失点
- 初奪三振：2002年4月6日、対大阪近鉄バファローズ1回戦（千葉マリンスタジアム）、8回表にタフィ・ローズから空振り三振
- 初先発：2002年7月20日、対日本ハムファイターズ13回戦（東京ドーム）、2/3回4失点
- 初勝利：2004年3月30日、対大阪近鉄バファローズ2回戦（大阪ドーム）、8回裏に3番手で救援登板、1回無失点
- 初ホールド：2006年6月27日、対中日ドラゴンズ5回戦（明治神宮野球場）、9回表1死に4番手で救援登板、1/3回無失点

その他の記録
- 同一年に2球団で勝利：2004年 ※史上8人目

### 背番号
- 16 （2002年 - 2004年途中）
- 47 （2004年途中 - 2007年）
- 107 （2008年）